# Sofus Wolder
Sofus Wolder (11 de abril de 1871 – 13 de julio de 1914) fue un actor y director cinematográfico danés, activo en la época del cine mudo. 

## Biografía
Nacido en Køge, Dinamarca, su nombre completo era Sofus Julius Hans Henrik Wolder. 
Debutó en el cine hacia el año 1907, actuando para Nordisk Film, compañía productora para la cual rodó un gran número de películas mudas hasta el año 1911. A partir de 1913 se dedicó a la dirección, trabajando en casi treinta cintas, la mayor parte de ellas comedias y farsas.
Sofus Wolder falleció en Frederiksberg, Dinamarca, en 1914.

## Filmografía

### Actor
- 1907 : Fra Bagdad
- 1909 : Boksekamp
- 1909 : Ruth
- 1909 : Vidundercigaren
- 1909 : Et Budskab til Napoleon paa Elba, de Viggo Larsen
- 1909 : Anarkister ombord, de Viggo Larsen
- 1909 : Arvingen til Kragsholm, de Viggo Larsen
- 1909 : Den vanartede Søn, de Viggo Larsen
- 1909 : Præstens Sønner
- 1909 : Paul Wangs Skæbne, de Viggo Larsen
- 1909 : Madame sans Gene, de Viggo Larsen
- 1909 : Armbaandet
- 1910 : Dirkens Mester
- 1910 : Dødsspringet, de Viggo Larsen
- 1910 : Duellen, de Viggo Larsen
- 1910 : Diamantbedrageren
- 1910 : Hvem er hun?, de Holger Rasmussen
- 1910 : Hovedrengøring i Hjemmet
- 1910 : Lotterigevinsten
- 1911 : Den hvide slavehandels sidste offer, de August Blom
- 1911 : Naar Hr. Bessermachen arbejder

### Director
- 1913 : Frederik Buch som Dekoratør
- 1913 : De Nygifte
- 1913 : Ægteskabets tornefulde Vej
- 1913 : Elskovs Gækkeri
- 1913 : Frk. Studenten
- 1913 : Frøken Anna og Anna Enepige
- 1913 : Troskabsvædsken
- 1913 : Privatdetektivens Offer
- 1913 : Grossererens Overordnede
- 1913 : Lykkens lunefulde Spil
- 1913 : I Stævnemødets Time
- 1913 : Elskovs Opfindsomhed
- 1913 : Kongens Foged
- 1913 : Kæmpedamens Bortførelse
- 1913 : Den troløse Hustru
- 1913 : Den tapre Jacob
- 1913 : Den bortførte Brud
- 1914 : Perlehalsbaandet
- 1914 : Snustobaksdaasen
- 1914 : I Kammerherrens Klæder
- 1914 : Stop Tyven
- 1914 : Hægt mig i Ryggen
- 1914 : Under falsk Flag
- 1914 : Jens Daglykke
- 1914 : Karnevalsdjævelen
- 1914 : Det svage Punkt
- 1914 : Morderen
- 1914 : Man skal ikke skue Hunden paa Haarene